# John Ward (homme politique)
Pour les articles homonymes, voir John Ward et Ward.
John Devereux Ward (8 mars 1925 - 26 juin 2010)  est un homme politique du Parti conservateur britannique.

## Biographie
Ingénieur civil de formation, il est directeur général de l'entreprise de construction Taylor Woodrow.
Après avoir été battu à Portsmouth Nord en octobre 1974, Ward est député de Poole de 1979, jusqu'à sa retraite en 1997. Il est remplacé par Robert Syms .
De 1994 jusqu'à l'élection générale de 1997, Ward est le secrétaire parlementaire privé du premier ministre, John Major. À ce titre, il ne participe à aucun débat au cours des trois dernières années de sa carrière parlementaire. À la suite de la démission de Major de son poste de Premier ministre en mai 1997, Ward est fait chevalier lors des honneurs de démission du premier ministre en 1997.
Ward est décédé subitement le 26 juin 2010 à l'âge de 85 ans .